# OH 62
OH 62 ist die wissenschaftliche Bezeichnung für das fossile Teilskelett eines erwachsenen, vermutlichen weiblichen Homo habilis, das 1986 von Tim White in Tansania entdeckt wurde. Die Bezeichnung steht für Olduvai hominid Nr. 62, den 62. in der Olduvai-Schlucht entdeckten Vormenschen, der nach seinem Fundort auf einem Hügel namens Dik Dik Hill gelegentlich auch als Dik-dik hominid bezeichnet wird. Der Fund wurde auf ein Alter von 1,8 Millionen Jahren datiert.

## Funde
Als erstes von insgesamt 302 dem Fossil zugeordneten, überwiegend sehr kleinen Bruchstücken entdeckte Tim White am 21. Juli 1986 an der Erdoberfläche ein Stück vom oberen Knochenabschnitt einer rechten Elle. Die Fundstelle lag 25 Meter neben der Zufahrtsstraße zur Olduvai-Schlucht und nur 250 Meter südöstlich jener Stelle, an der Mary Leakey 1959 den Schädel OH 5, das erste Fossil eines „Zinjanthropus“ (heute: Paranthropus boisei), entdeckt hatte.
Nach dem ersten Knochenfund wurden die oberen Erdschichten auf einer Fläche von rund 40 Quadratmetern sorgfältig durchmustert und insgesamt rund 18.000 versteinerte Zahn- und Knochenbruchstücke entdeckt. Bis auf 302 gehörten diese Überreste vor allem zu kleinen bis mittelgroßen Säugetieren und Reptilien, unter anderem zu Wasserböcken (Kobus sigmoidalis), Kuhantilopen und anderen Antilopen, Rindergiraffen (Sivatherium) und Straußen, zu Krokodilen, Froschlurchen und einigen Fischen.
Die Zähne – ein wichtiges Indiz zur Bestimmung der Art – waren stark zersplittert, so dass man nur wenige Zahnkronen des Homo habilis vollständig rekonstruieren konnte. Gleichwohl war nachzuvollziehen, dass das Fossil keine sehr großen Backenzähne hat, dass ihm also eines der typischen Merkmale der Australopithecinen fehlt. Auch der Hirnschädel konnte mangels genügend großer Überreste nicht rekonstruiert werden. Jedoch gelang es, den größten Teil des Oberkiefers aus 32 Bruchstücken wieder zusammenzusetzen, was den Ausschlag gab, den Fund als Homo habilis zu interpretieren, da er Merkmale zum Beispiel mit den Schädelfunden OH 24 sowie KNM-ER 1813 aus Koobi Fora (Kenia) und insbesondere Stw 53 aus Sterkfontein teilte.
Aussagekräftig waren ferner die Knochenfunde aus dem Bereich unterhalb des Kopfes: OH 62 war das erste Fossil eines Homo habilis, bei dem mit Sicherheit zusammengehörige Knochen der Arme und der Beine gefunden wurden: der größte Teil eines rechten Oberarmknochens, Stücke von Elle und Speiche sowie ein Teil des linken Oberschenkelknochens mit Schaft und Schenkelhals. Die Schlussfolgerung, dass alle Knochen zum gleichen Individuum gehörten, ergab sich aus dem Befund, dass keine Doppelungen von Knochenfunden entdeckt wurden. Eine Analyse von Knochenstärke und Beweglichkeit des Oberarmknochens ergab, dass er deutliche Schimpansen-ähnliche Merkmale aufweist und signifikant von den Merkmalen des Homo erectus abweicht; aus diesen und weiteren Merkmalen wurde abgeleitet, dass Homo habilis zwar zum aufrechten Gang fähig war, sich aber häufiger als Homo erectus auch noch auf Bäumen aufhielt.

## Rekonstruktion
Ein Vergleich der Knochenfunde mit dem besser erhaltenen Skelett von Lucy – einem Australopithecus afarensis – erlaubte den Forschern eine Abschätzung der Körpermaße von OH 62: Die Körpergröße wurde auf nur 100 Zentimeter geschätzt, und die Arme waren fast so lang wie die Beine; beim heutigen Menschen haben die Arme nur 70 Prozent der Beinlänge, bei heutigen Schimpansen 100 Prozent, bei OH 62 waren es 95 Prozent. Sowohl die Größe als auch die Proportionen der Gliedmaßen ähnelten den Verhältnissen beim wesentlich älteren Australopithecus afarensis; zuvor hatte man geglaubt, Homo habilis sei in den Körperproportionen „moderner“ und hatte Fossilien unter anderem anhand der Proportionen ihrer Gliedmaßen entweder Australopithecus oder Homo zugeordnet. Die kleine Körpergröße gab den Ausschlag dafür, das Fossil als weiblich zu interpretieren. Da der hintere Backenzahn (der Weisheitszahn) bereits durchgebrochen war, war das Fossil zu Lebzeiten bereits eine Erwachsene.
Die Analyse des Fossils führte dazu, dass die bis dahin vermutete Entwicklungslinie von Australopithecus über Homo habilis zu Homo erectus infrage gestellt wurde und heute von vielen Forschern eher Homo rudolfensis als Vorfahre von Homo erectus interpretiert wird.
Im Umfeld von OH 62 entdecktes Steingerät vom Oldowan-Typ konnten diesem Knochenfund nicht mit hinreichender Sicherheit zeitlich zugeordnet werden.
Im Frühjahr 2010 wies Donald Johanson darauf hin, dass der kurz zuvor erstmals wissenschaftlich beschriebene Australopithecus sediba wesentliche Merkmale mit dem Fossil OH 62 teile und dieser Neufund daher möglicherweise eher als Homo zu bezeichnen sei.

## Belege
1. ↑  Christopher Ruff: Relative limb strength and locomotion in Homo habilis. In: American Journal of Physical Anthropology. Band 138, Nr. 1, 2009, S. 90–100, doi:10.1002/ajpa.20907
2. ↑  Donald Johanson, Blake Edgar: Lucy und ihre Kinder. Spektrum Akademischer Verlag, München 2006, 2., aktualisierte und erweiterte Auflage, S. 188
3. ↑  Alan Boyle: Fossils Shake Up Our Family Tree (Memento vom 11. April 2010 im Internet Archive) In: Cosmic Log, msnbc.com.
4. ↑  Kate Wong: Discoverer of „Lucy“ raises questions about Australopithecus sediba, the new human species from South Africa. (Memento vom 11. April 2010 im Internet Archive) Auf: scientificamerican.com